# Wilhelm Bittrich
Wilhelm 'Willi' Bittrich (26 de febrero de 1894 - 19 de abril de 1979) fue un militar alemán que sirvió en la Waffen-SS durante la Segunda Guerra Mundial. Alcanzó en la misma el rango de SS-Obergruppenführer y general de la Waffen-SS.
Aunque fue uno de los pocos oficiales de las Waffen-SS que llegaron a oponerse a Hitler, su actuación más recordada en la guerra es posiblemente su contribución a la derrota aliada durante la operación Market-Garden en septiembre de 1944, en Holanda.

## Primeros años
Nacido en Alemania, en el pueblo de Wernigerode (estado de Sajonia-Anhalt) cerca del Harz, Bittrich se presentó voluntario en 1914 para combatir durante la Primera Guerra Mundial, y en septiembre de 1915 fue nombrado Leutnant de la reserva. Pidió de inmediato ser enviado al naciente cuerpo aéreo como piloto, se integró en el Jagdstaffel 4 y ganó allí las dos primeras clases de la Cruz de hierro.
Tras la guerra, entró a formar parte de los Freikorps, aunque los abandonó en 1920 para integrarse en la vida civil. El 9 de diciembre de 1922 se casó con Käte Blume, y en 1923 se realistó en el ejército de la República de Weimar. En 1925 empezó a trabajar como instructor de vuelo en las instalaciones secretas que la Luftwaffe tenía en suelo soviético.
Tras el cierre de dichas instalaciones en 1933, la SS buscaba desesperadamente personal con experiencia militar para emplearlos como asesores y oficiales superiores en su naciente brazo armado. Atraído por la perspectiva de una carrera en un nuevo cuerpo, Bittrich se alistó en la SS-Verfügungstruppe) en 1934, y sirvió en la misma hasta 1939, cuando esta se convirtió en la Waffen-SS. Su ascenso fue meteórico: SS-Sturmbannführer el 1 de octubre de 1936, SS-Obersturmbannführer el 30 de enero de 1938, y SS-Standartenführer el 1 de junio de 1939.

## Segunda Guerra Mundial

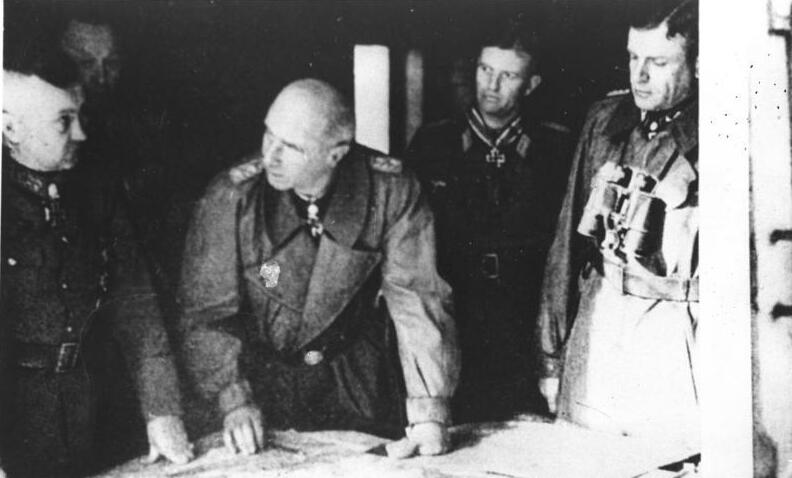
Batalla de Arnhem, en la foto de izquierda a derecha, Heinz Harmel, Kurt Student, Walter Model, Wilhelm Bittrich. Segunda Guerra Mundial. Fuerzas Armadas de Alemania en los Paises bajos.

### Polonia y Frente Oriental
Durante la invasión alemana de Polonia de 1939 Bittrich estuvo destinado en el estado mayor de la división Leibstandarte Adolf Hitler de la Waffen-SS, a las órdenes de Sepp Dietrich. El 1 de febrero de 1940 fue trasladado al SS-Führungshauptamt, donde trabajó durante 8 meses en la reglamentación de uniformidad de la Waffen-SS. Completada su tarea, recibió un ascenso a SS-Oberführer el 1 de septiembre del mismo año, junto con el mando del regimiento Deutschland, de la Leibstandarte el 1 de diciembre.
No participó en más combates hasta 1941 durante la Operación Barbarroja. El 19 de octubre de 1941 fue ascendido a SS-Brigadeführer y Generalmajor al recibir el mando de la 2.ª División SS Das Reich en sustitución de Paul Hausser, que había sido herido en la batalla de Moscú. En el transcurso de la misma, ganó la Cruz de Caballero de la Cruz de Hierro.
El 1 de mayo de 1942 se le encargó la formación de la división de caballería Florian Geyer a partir de la 8.ª brigada de caballería SS. Una vez completada la expansión, combatió a su mando hasta febrero de 1943, cuando se le entregó el mando de la Hohenstaufen, integrada dentro del II. SS-Panzerkorps junto con la Frundsberg para la continuación de la ofensiva sobre Rusia.
El 1 de mayo de 1943 recibió un nuevo ascenso: SS-Gruppenführer y Generalleutnant de la Waffen-SS. Prosiguió las operaciones en el Frente Oriental hasta octubre, momento en que su división se retiró a Francia y Bélgica para reequiparse. En marzo de 1944 se reincorporó al frente ruso, combatiendo en el sector de Tarnopol.

### Frente Occidental
El 6 de junio de 1944, con el desembarco aliado en Normandía, el II. SS-Panzerkorps al completo recibió la orden de trasladarse a Francia. A su llegada el 29 de junio, Bittrich tomó el mando del cuerpo de ejército. Su intervención resultó decisiva para retrasar el avance aliado en Caen y rescatar de la bolsa de Falaise al 7. Armee y el 5. Panzerarmee, aunque a costa de muchas bajas en hombres y equipo. Por estas acciones recibió el ascenso a SS-Obergruppenführer y General der Waffen-SS el 1 de agosto, y las hojas de roble para su Cruz de Caballero el 28 de agosto.
El II. SS-Panzerkorps fue retirado en septiembre de 1944 a la zona de Arnhem, en Holanda, para reequiparse y reabastecerse. Justo cuando estaban en mitad del proceso, el 19 de septiembre, empezó la operación Market-Garden. La presencia del cuerpo de ejército de Bittrich no fue detectada por los servicios de inteligencia aliados, y la 1.ª División Aerotransportada británica saltó justo en medio de sus posiciones. Bittrich consiguió rodearles por completo, causándoles gran cantidad de bajas. El día 24, con la situación completamente bajo su control, Bittrich accedió a un alto el fuego de 2 horas para permitir que fueran evacuados más de 2.000 heridos británicos de la bolsa de Arnhem, pasando a los hospitales de campaña de su cuerpo de ejército.
El 16 de diciembre de 1944 el cuerpo de ejército de Bittrich, encuadrado dentro del 6. SS-Panzerarmee bajo el mando de Sepp Dietrich, tomó parte en la batalla de las Ardenas. A pesar de los éxitos iniciales, las formaciones alemanas no tenían efectivos suficientes para poder mantener una ofensiva en condiciones, y pronto quedaron estancados.
El abandono definitivo de la ofensiva de las Ardenas y la inminencia de la ofensiva soviética al sur del Frente Oriental empujaron al Oberkommando der Wehrmatch (OKW) a trasladar el II Cuerpo Panzer-SS a Hungría en febrero de 1945. Allí, las machacadas unidades de Bittrich no fueron capaces de impedir la penetración del ejército soviético, de modo que se las reasignó a la defensa de Viena. El 2 de abril se inició el asalto a la ciudad, y Bittrich recibió órdenes del OKW de mantener Viena "hasta el último aliento". Sin embargo hizo caso omiso de la orden, con la intención de evitar la destrucción del casco antiguo de Viena en los combates subsiguientes y el cerco de sus propias tropas, y se retiró combatiendo de la ciudad siguiendo el Danubio. A su juicio, Viena ya estaba perdida y no tenía sentido someterla a un combate inútil. No fue la primera vez que desobedeció una orden por considerarla absurda militarmente, ni sería la última. Siguió combatiendo y retirando a sus tropas hacia el oeste, hasta rendirse a los estadounidenses el 8 de mayo de 1945.

## Posguerra
Tras casi tres años como prisionero de guerra, en enero de 1948 Bittrich fue entregado a las autoridades militares francesas, acusado de crímenes de guerra en Francia. El proceso no empezó hasta el 16 de junio de 1953 ante un tribunal militar de Marsella, tras una batalla legal en la cual finalmente se le retiró la condición de prisionero de guerra. 
La acusación consistía en la petición de responsabilidades por el fusilamiento de 17 miembros de la resistencia francesa en Nîmes por parte de la compañía de Feldgendarmerie (policía militar) de la división Hohenstaufen. Durante el juicio quedó demostrado que Bittrich solo se enteró de los hechos a posteriori, y tomó medidas penales inmediatamente contra los responsables del fusilamiento ilegal. Sin embargo, se le condenó a 5 años de prisión, siguiendo el argumento de que los jefes divisionarios debían hacerse responsables de los actos de sus subordinados (la condena para el jefe de la compañía fue de 20 años).
Tras cumplir su condena, Bittrich se asentó con su esposa en Wolfratshausen, cerca del lago Starnberg, y allí vivió hasta el fin de sus días, el 19 de abril de 1979.

## Evaluación histórica
Wilhelm Bittrich pertenecía, al igual que Paul Hausser y Felix Steiner, a un grupo de oficiales militares de carrera que derivaron hacia la Waffen-SS empujados principalmente por la asfixiante situación de sus carreras en el «ejército de los 100.000 hombres», y que fueron en gran parte responsables de la elevada profesionalidad militar mostrada por el brazo armado de la SS. Aunque se consideraba a sí mismo como un patriota, su pertenencia a la SS no se debía a un sentimiento político, por lo que entraba en conflicto con sus superiores directos cada vez que alguna situación le parecía contraria a las leyes de la guerra.
Bittrich formó parte hasta su muerte de la asociación de excombatientes de la Waffen-SS, y se sentía orgulloso de su papel durante la Segunda Guerra Mundial. Siempre defendió que la Waffen-SS no era lo mismo que la SS ni cumplían las mismas funciones, y de hecho Bittrich se comportó siempre de forma honorable durante toda su carrera. Su condena por crímenes de guerra desató gran cantidad de protestas en Alemania, al contrario de lo habitual en esos casos. E independientemente de sus razones para haberse alistado en la SS, Bittrich hizo lo que no hicieron gran cantidad de oficiales de la Wehrmatch: negarse a obedecer órdenes absurdas que hubieran causado miles de muertos y terribles daños a la población civil, como por ejemplo su negativa de luchar una batalla perdida en las calles de Viena.
Es difícil dudar de que hubiera una cierta aceptación por su parte de la mística y el ideario de la SS en las primeras fases de la guerra. Sin embargo, Bittrich siempre mantuvo su espíritu crítico, y pronto comenzó a tener discusiones muy acaloradas con su superior jerárquico, el Reichsführer-SS Heinrich Himmler. Según sus propias memórias, Bittrich se convenció de la inevitable derrota alemana tras la pérdida del 6.º Ejército en Stalingrado.
Sus continuos encontronazos convencieron a Himmler de que debía encontrar la forma de eliminar a Bittrich, pero era demasiado popular entre sus hombres y compañeros como para intentar una acción directa. Lo intentó en varias ocasiones mediante subterfugios, ordenándole que se presentase de forma urgente en Berlín. Bittrich sospechaba que no volvería con vida de semejante viaje, de modo que actuó con su honestidad habitual: se negó a obedecer tales órdenes, alegando que su presencia era necesaria en el frente. En ocasiones, fueron sus propios oficiales superiores en el terreno los que le protegieron; por ejemplo, durante la batalla por Arnhem, Himmler, cansado de tantas negativas, envió al Reichsarzt-SS (jefe médico) Karl Gebhardt con órdenes de traer a Bittrich a Berlín a toda costa. Afortunadamente, el Generalfeldmarschall Walter Model (en connivencia con el propio Bittrich) denegó el permiso médico.
Aunque Bittrich no llegó a formar parte de la resistencia alemana, hay pruebas de que estaba a favor de derrocar a Hitler; la noche del 15 al 16 de julio de 1944 mantuvo una reunión con el Generalfeldmarschall Erwin Rommel, en la que este le preguntó su posición en caso de que tuviera lugar un golpe de Estado contra Hitler. La respuesta fue que «si llega el caso, yo personalmente y todo mi cuerpo de ejército estaremos a sus órdenes, mi Mariscal. Mis oficiales piensan lo mismo que yo». También hay constancia escrita de que en su día se le llamó alguna vez «el hombre más sarcástico de Alemania». El 20 de julio de 1944, el coronel Claus von Stauffenberg llevó a cabo el atentado contra Hitler. Wilhelm Brittich no fue asociado al listado que manejó más tarde Martin Bormann en conjunto con Himmler.
Bittrich fue una de las fuentes documentales de Cornelius Ryan en la investigación para su libro. 
En una carta a la directiva de la asociación de excombatientes de la Waffen-SS dos años antes de su muerte, Bittrich expresaba lo siguiente: «Pido por favor que no se hagan discursos en mi funeral, y que se abstengan cordialmente de mencionar cualquier premio o servicio del finado. Se lo agradecería mucho. Solo un amor se llevará al otro mundo el exgeneral de la Waffen-SS Bittrich: el amor a su tierra natal, Alemania».
En la película de 1977 Un puente lejano fue encarnado por Maximilian Schell.

## Condecoraciones recibidas
- Cruz de Caballero de la Cruz de Hierro con hojas de Roble y Espadas
- Cruz de Honor 1914-1918
- Medalla de herido de 1914, en negro
- Broche de 1939 para la Cruz de Hierro de 1.ª y 2.ª clase de 1914
- Cruz alemana en oro
- Mención de su nombre en el Informe de la Wehrmacht
- Anillo de Honor de las SS
- Espada de Honor de las SS